# دكة الفريج (مسلسل)
دكة الفريج هو مسلسل تلفزيوني امارتي كوميدي، تم عرضه في 10 إبريل 2014.

## البطولة
- احمد الجسمي بدور «راشد»
- فخرية خميس بدور «آمنه»
- مروان عبد الله بدور «حميد»
- غانم ناصر بدور «إبراهيم»
- أحمد الانصاري بدور «درويش»
- ريم حمدان بدور «عالية»
- جمعة علي بدور «فخر الدين/سالم»
- صوغة بدور «خير النساء»
- حمد الظنحاني بدور «ناصر»
- عبدالله زيد بدور «أبو فهد»
- مرعي الحليان بدور «طارش»
- نرمين ماهر بدور «صافي»
- ابرار سبت بدور «ميثه»